# Hyperaspis quadrivittata
Hyperaspis quadrivittata är en skalbaggsart som beskrevs av Leconte 1852. Hyperaspis quadrivittata ingår i släktet Hyperaspis och familjen nyckelpigor. Inga underarter finns listade i Catalogue of Life.